# سیارک ۴۴۵۵
سیارک ۴۴۵۵ (به انگلیسی: 4455 Ruriko، نامگذاری:1988XA) چهار هزار و چهارصد و پنجاه و پنجمین سیارک کشف شده‌است که در ۲ دسامبر ۱۹۸۸ کشف شد.
قدر مطلق سیارک برابر ۱۱٫۱۰ است.